# Libero De Rienzo
Libero De Rienzo, né le 24 février 1977 à Naples et mort le 15 juillet 2021 à Rome,, est un acteur italien.

## Biographie
Libero De Rienzo est né en 1977 à Naples. Il est le fils de Fiore De Rienzo, assistant-metteur en scène de Citto Maselli. Libero De Rienzo est connu pour avoir participé en 2014 au film J'arrête quand je veux (Smetto quando voglio) de Sydney Sibilia (it). En 2009, il a joué le rôle de Giancarlo Siani dans le film Fortapàsc de Marco Risi. Il a également travaillé comme scénariste et réalisateur. En 2002, il a remporté le David di Donatello du meilleur acteur dans un second rôle pour le film Santa Maradona et a reçu deux autres nominations, en 2010 pour sa prestation dans Fortapàsc (meilleur acteur dans un second rôle) et en 2014 dans Smetto quando voglio (meilleur acteur dans un second rôle).
Libero De Rienzo meurt le 15 juillet 2021 à Rome à l'âge de 44 ans.

## Filmographie partielle
- 1999 : La via degli angeli de Pupi Avati
- 2001 : Santa Maradona de Marco Ponti
- 2001 : À ma sœur ! de Catherine Breillat
- 2005 : Sangue: La morte non esiste de lui-même
- 2009 : Fortapàsc de Marco Risi
- 2011 : La kryptonite nella borsa d'Ivan Cotroneo
- 2013 : Miele de Valeria Golino
- 2014 : J'arrête quand je veux (Smetto quando voglio) de Sydney Sibilia
- 2017 : Easy - Un viaggio facile facile de Andrea Magnani

## Distinctions
- 2002 : David di Donatello du meilleur acteur dans un second rôle[1].